# 张晓妮
张晓妮（1983年10月29日—），出生于山东行烟台，中国女子篮球运动员，曾获得2002年亚运会和2006年亚运会女子篮球冠军。她还参加了2008年夏季奥运会女子篮球比赛。